# Шмид, Ричард
Ричард Шмид (5 октября 1934 — 18 апреля 2021) — американский художник-реалист. Автор книги Alla Prima, Everything I know about Painting.

## Биография
Начал учиться рисованию и живописи в возрасте двенадцати лет. Классическое образование получил под руководством Уильяма Мосби в Американской академии художеств в Чикаго.
В 1990 году стал финалистом премии Hubbard Art Award for Excellence. В 2000 году получил медаль Джона Сингера Lifetime Achievement от Американского общества художников-портретистов. В 2001 году снял короткометражный документальный фильм «Американский портрет: сенатор и художник», в котором Шмид взял интервью у тогдашнего сенатора Джеймса Джеффорда из Вермонта, одновременно рисуя его портрет. Выставка Richard Schmid — A Retrospective Exhibition состоялась в Институте американского искусства Батлера в 2003 году. Был участником более пятидесяти персональных выставок.

## Награды
В мае 2005 года Шмид получил золотую медаль от Американского общества портретистов.
Также получал в качестве наград: Почетную медаль от Клуба Сальмагунди в Нью-Йорке, награду в размере 100 000 долларов США Национальное искусство парков, а также Американскую золотую медаль акварели. В 2003 году получил почетную докторскую степень в Колледже изящных искусств Академии Лайма. В 2013 году картина Шмида «Дом Эбботсфорда: дом сэра Уолтера Скотта» была показана на открытии нового Центра посетителей Эбботсфорда в Мелроузе, Шотландия. В 2014 году журнал Plein Air также вручил ему награду Lifetime Achievement Award.

## Другие работы
Шмид является автором книги Alla Prima, Everything I know about Painting, книга по искусству живописи, впервые опубликованная в 1998 году. Так же выпускал видео-уроки.

## Семья
Дед Ричарда Шмида по материнской линии, Джулиан Оутс, архитектурный скульптор.
До 18 апреля 2021 года Шмид жил в Нью-Гемпшире со своей женой, художницей Нэнси Гузик.